# Danube Wings
Danube Wings era la seconda compagnia aerea slovacca ed è stata fondata nel 2008 per cessare le operazioni nel 2013.
Operava con aerei di tipo ATR-72. La sede e la base della compagnia era l'aeroporto di Bratislava.